# أينزاتسغروبن
أينزاتسغروبن (بالألمانية: Einsatzgruppen) وتعني مجموعات العمليات ومفردها Einsatzgruppe واسمها الرسمي كاملا Einsatzgruppen der Sicherheitspolizei und des SD وهي وحدات قتل متنقلة أو فرق الموت أو كتائب إعدام شبه عسكرية تابعة للوحدة الوقائية الألمانية وتحملت مسؤولية العديد من جرائم القتل الجماعي التي ارتكبتها السلطات النازية في حق مدنيين الدول المحتلة عن طريق اعدامهم رميا بالرصاص، واستهدفت الأينزاتسغروبن اليهود بصفة أساسية وإن لم تخلُ قائمة قتلاهم من الجماعات العرقية الأخرى وبعض الأفراد من السياسيين بما في ذلك الغجر والمفوضين السياسيين السوفيت، وشملت مناطق عمل الأنزاتسغروبن جميع الأراضي التي احتلتها القوات النازية بدءا من غزو بولندا عام 1939 وما تبعه من غزو الاتحاد السوفيتي عام 1941، من جانبها قامت الأينزاتسغروبن بتنفيذ العمليات التي تتراوح ما بين التصفية الجسدية لأعداد محدودة أو شخصيات بعينها كذلك عمليات الإبادة الجماعية التي استمر تنفيذها في بعض الأحيان ليومين متواصلين كما حدث في مذابح بابي يار (شهدت مقتل 33,771 فرد في يومين) ورومبولا (شهدت مقتل 25,000 فرد في يومين)، وإجمالا فالأينزاتسغروبن مسئولة عن مقتل 1,000,000 فرد خلال الحرب العالمية الثانية كما كانت أولى المنظمات النازية المسئولة عن اغتيال اليهود وفق سياسة منظمة.
كان لهذه الفرق دور أساسي في تنفيذ ما يسمى " الحل النهائي للمسألة اليهودية "في الأراضي التي غزتاها ألمانيا النازية. كلها تقريبا من الناس الذين قتلوا كانوا من المدنيين، بدءا من المثقفين والمفوضين السياسيين واليهود والغجر وكذلك البارتيزان في جميع أنحاء أوروبا الشرقية.
تحت إشراف زعيم الرايخ إس إس هاينريش هيملر وتوجيه من إس إس-أوبر غروبن فوهرر راينهارد هايدريش، عملت أينزاتسغروبن في الأراضي التي احتلها الفيرماخت (القوات المسلحة الألمانية) بعد غزو بولندا في سبتمبر 1939 وغزو الاتحاد السوفيتي في يونيو 1941. عملت أينزاتسغروبن جنباً إلى جنب مع كتائب الشرطة النظامية على الجبهة الشرقية لتنفيذ عمليات تتراوح من قتل عدد قليل من الناس إلى عمليات استغرقت يومين أو أكثر، مثل مذبحة بابي يار مع 33771 قتل اليهود في يومين، ومذبحة رومبولا (بمقتل حوالي 25000 في يومين جراء عمليات إطلاق نار). بناء على أمر من الزعيم النازي أدولف هتلر، تعاون الفيرماخت مع أينزاتسغروبن، حيث قدموا الدعم اللوجستي لعملياتهم، وشاركوا في عمليات القتل الجماعي. يقدر المؤرخ راؤول هيلبرغ أنه بين عامي 1941 و1945 قتلت أينزاتسغروبن، والوكالات ذات الصلة، والأفراد المساعدين الأجانب أكثر من مليوني شخص، بما في ذلك 1.3 مليون من 5.5 إلى 6 ملايين يهودي قتلوا خلال المحرقة.
بعد انتهاء الحرب العالمية الثانية، حوكم 24 من كبار قادة أينزاتسغروبن في محاكمات أينزاتسغروبن في 1947-1948، بتهمة ارتكاب جرائم ضد الإنسانية وجرائم حرب. وصدرت أحكام بالإعدام على 14 حكما بالسجن مدى الحياة، وحكمتان بالسجن مدى الحياة. وفي وقت لاحق، تمت محاكمة أربعة قادة إضافيين من أينزاتسغروبن وإعدامهم من قبل دول أخرى.

## تشكيل وأكتيون تي14
تم تشكيل أينزاتسغروبن تحت إشراف إس إس- أوبر غروبن فوهرر راينهارد هايدريش وتشغيها شوتزشتافل (SS) قبل وأثناء الحرب العالمية الثانية. تعود أصول أينزاتسغروبن إلى اينساتسكوماندو المتخصصة التي شكلها هايدريش لتأمين المباني والوثائق الحكومية بعد آنشلوس مع النمسا في مارس 1938. الأصل جزء من سيبو (الشرطة الأمنية)، وحدتان من أينزاتسغروبن تمركزتا في سوديتنلاند في أكتوبر 1938. عندما تبين أن العمل العسكري ليس ضروريًا بسبب اتفاق ميونيخ، تم تكليف أينزاتسغروبن بمصادرة الأوراق الحكومية ووثائق الشرطة. كما قاموا بتأمين المباني الحكومية، واستجوبوا كبار الموظفين المدنيين، واعتقلوا ما يصل إلى 10000 شيوعي تشيكي ومواطنين ألماني. اعتبارًا من سبتمبر 1939، كان مكتب الأمن الرئيسي للرايخ (رشا؛ RSHA) يتولى القيادة العامة لأينزاتسغروبن.
كجزء من حملة النظام النازي لإزالة ما يسمى بالعناصر «غير المرغوب فيها» من السكان الألمان، من سبتمبر إلى ديسمبر 1939 شاركت أينزاتسغروبن وآخرون في أكتيون تي4، وهو برنامج للقتل المنهجي للأشخاص ذوي الإعاقات الجسدية والعقلية ومرضى مستشفيات الطب النفسي. حدثت أكتيون تي4 بشكل رئيسي من عام 1939 إلى عام 1941، لكن عمليات القتل استمرت حتى نهاية الحرب. في البداية تم إطلاق النار على الضحايا من قبل أينزاتسغروبن وغيرهم، ولكن تم استخدام غرف الغاز في ربيع عام 1940.

## غزو بولندا

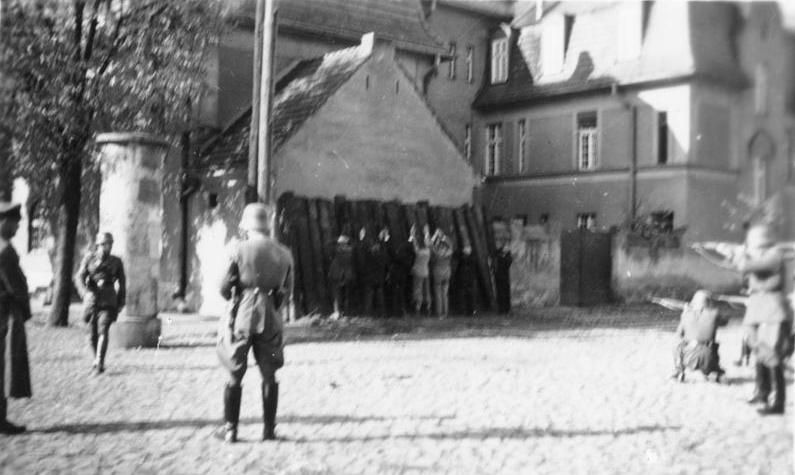
إعدام البولنديين في كورنيك، 20 أكتوبر 1939

اقتياد النساء البولنديات إلى اماكن اجراء عمليات الإعدام الجماعي في غابة بالقرب من بالميري

ردا على خطة أدولف هتلر لغزو بولندا في 1 سبتمبر 1939، أعاد هايدريش تشكيل أينزاتسغروبن للتحرك خلف الجيوش الألمانية.  تم اختيار أعضاء أينزاتسغروبن في هذه المرحلة من شوتزشتافل والشرطة الأمنية الألمانية، والشرطة والغيستابو. قام هيدريش بتعيين إس إس- أوبر غروبن فوهرر فيرنر بيست لقيادتها، والذي عيّن Hans-Joachim Tesmer لاختيار أفراد فرق العمل ومجموعاتها الفرعية، المسماة اينساتسكوماندو، من بين ذوي الخبرة العسكرية والالتزام الإيديولوجي القوي بالنازية. كان بعضهم سابقًا أعضاء في مجموعات شبه عسكرية مثل فرايكوربس. أمر هيدريش فاجنر في اجتماعات في أواخر يوليو أن أينزاتسغروبن يجب أن يقوموا بعملياتهم بالتعاون مع أوربو (شرطة النظام) والقادة العسكريين في المنطقة. كانت مخابرات الجيش على اتصال دائم مع أينزاتسغروبن لتنسيق أنشطتها مع الوحدات الأخرى.
كان عددهم في البداية 2,700 الرجال (وأصبح في نهاية المطاف 4250 في بولندا)، وكانت مهمة وحدات القتل المتنقلة لقتل أعضاء القيادة البولندية التي تم تحديدها بشكل أكثر وضوحا مع الحفاظ على الهوية الوطنية البولندية: المثقفين، ورجال الدين، والمعلمين والنبلاء. كما ذكر هتلر: «... يجب ألا يكون هناك قادة بولنديون؛ حيث وجدتم قادة بولنديون فلابد من قتلهم». إس إس- بريغيجاديه فوهرر لوثار بيتل قائد أينزاتسغروبن IV، شهد في وقت لاحق أن هيدريش أعطى الأمر لعمليات القتل هذه في سلسلة من الاجتماعات في منتصف شهر أغسطس. كتاب الإدعاء الخاص - بولندا - قوائم الأشخاص الذين سيتم قتلهم - تم إعدادها من قبل شوتزشتافل في وقت مبكر من مايو 1939، باستخدام الملفات التي جمعتها الشرطة الأمنية الألمانية من عام 1936 فصاعدًا. قامت أينزاتسغروبن بتنفيذ هذه الجرائم بدعم من فولكسدويتشر سيلبستشوتز وهي مجموعة شبه عسكرية تتكون من الألمان العرقيين الذين يعيشون في بولندا. أعضاء شوتزشتافل، والفيرماخت، وشرطة النظام قتلت أيضا مدنيين خلال الحملة البولندية. ما يقرب من 65000 مدنيا قتلوا بحلول نهاية 1939. بالإضافة إلى قادة المجتمع البولندي، قتلوا اليهود، والبغايا، والغجر، والمرضى العقليين والنفسيين. وقتل المرضى النفسيون في بولندا في البداية بإطلاق النار عليهم، ولكن بحلول ربيع عام 1941 تم استخدام شاحنات الغاز على نطاق واسع.
عملت سبعة كتائب أينزاتسغروبن (حوالي 500 رجل) في بولندا. تم تقسيم كل منها إلى خمسة سريات اينساتسكوماندو (حوالي 100 رجل).
- أينزاتسغروبن I، بقيادة إس إس- شتاندارتن فوهرر برونو ستريكنباخ، تصرف مع الجيش الرابع عشر
- أينزاتسغروبن II، إس إس- أوبرستورمبانفورر إيمانويل شيفر، تصرف مع الجيش العاشر
- أينزاتسغروبن III، إس إس- أوبرستورمبانفورر und Regierungsrat هربرت فيشر، مع الجيش الثامن
- أينزاتسغروبن IV، إس إس- بريغيجاديه فوهرر لوثار بيتل، مع الجيش الرابع
- أينزاتسغروبن V ، إس إس- شتاندارتن فوهرر إرنست دامزوج، مع الجيش الثالث
- أينزاتسغروبن VI، إس إس- أوبرفورر إريك ناومن، في بولندا الكبرى
- أينزاتسغروبن VII، إس إس-أوبر غروبن فوهرر أودو فون وويرش  [لغات أخرى]‏ وإس إس- غروبنفهرر أوتو راش، عملت في سيليزيا العليا وسيزين سيليزيا[9]

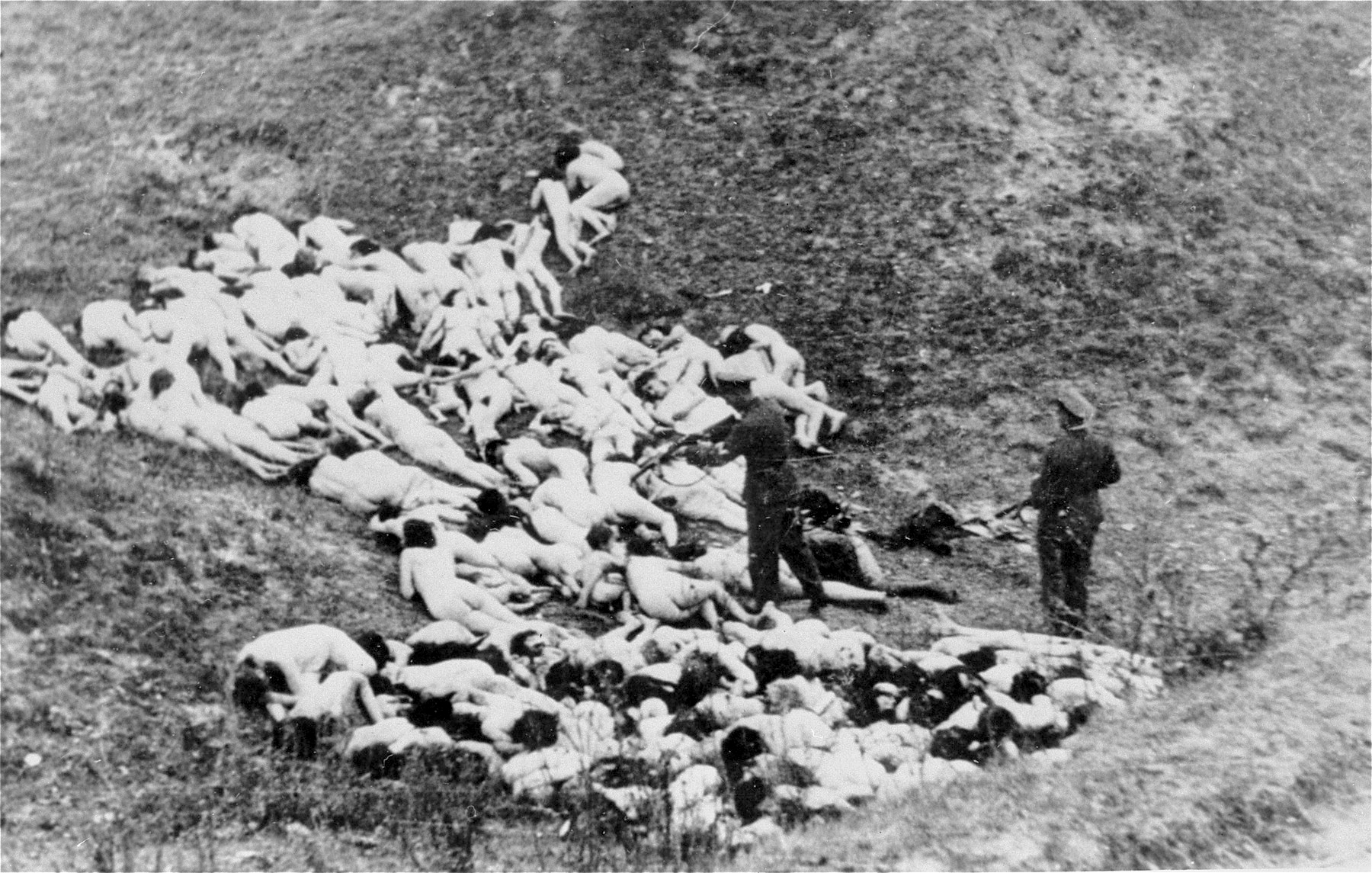
أعضاء من شرطة النظام يطلقون النار على نساء عاريات وأطفال الحي اليهودي Mizocz

على الرغم من أنهم كانوا رسميًا تحت قيادة الجيش، إلا أن أينزاتسغروبن تلقت أوامرها من هايدريش وتصرف معظمهم بشكل مستقل عن الجيش. العديد من كبار ضباط الجيش سعداء للغاية بترك عمليات الإبادة الجماعية هذه لفرق العمل، لأن عمليات القتل انتهكت قواعد الحرب على النحو المنصوص عليه في اتفاقيات جنيف. ومع ذلك، فقد قرر هتلر أنه سيتعين على الجيش تحمل وحتى تقديم الدعم اللوجستي إلى أينزاتسغروبن عندما كان من الممكن من الناحية التكتيكية القيام بذلك. اشتكى بعض قادة الجيش من عمليات إطلاق النار والنهب والاغتصاب غير المصرح بها التي ارتكبها أعضاء من أينزاتسغروبن وفولكسدويتشر سيلبستشوتز دون تأثير يذكر. على سبيل المثال، عندما أرسل غنرال أوبرست يوهانس بلاسكويتز مذكرة شكوى إلى هتلر بشأن الفظائع، رفض هتلر مخاوفه على أنها «طفولية»، وتم إعفاء بلاسكوفيتز من منصبه في مايو 1940. واصل الخدمة في الجيش ولكن لم تلقى ترقية إلى رتبة مشير ميداني.
كانت المهمة الأخيرة لأينزاتسغروبن في بولندا هي جمع ما تبقى من اليهود وتركيزهم في الأحياء اليهودية داخل المدن الكبرى ذات خطوط السكك الحديدية الجيدة. كان القصد هو في نهاية المطاف إبادة جميع اليهود في بولندا، ولكن في هذه المرحلة لم يتم تحديد وجهتهم النهائية بعد. قام كل من الفيرماخت وأينزاتسغروبن معًا بقيادة عشرات الآلاف من اليهود شرقاً إلى الأراضي الخاضعة للسيطرة السوفيتية.

## الاستعدادات لعملية بربروسا
في 13 مارس 1941، في الفترة التي سبقت عملية بربروسا، الغزو المخطط للاتحاد السوفياتي، أملى هتلر «إرشاداته في المجالات الخاصة بشأن: التوجيه رقم 21 (عملية بربروسا)». حددت الفقرة الفرعية ب أنه سيتم تكليف زعيم الرايخ إس إس هاينريش هيملر «بمهام خاصة» بناء على أوامر مباشرة من الفوهرر، والتي سيقوم بها بشكل مستقل. كان الهدف من هذا التوجيه منع الاحتكاك بين الفيرماخت وشوتزشتافل في الهجوم القادم. حدد هتلر أيضًا أن الأعمال الإجرامية ضد المدنيين التي سرتكبها أعضاء من الفيرماخت خلال الحملة القادمة لن تتم محاكمتها في المحاكم العسكرية، وبالتالي يفلتو من العقاب.

في خطاب ألقاه أمام كبار جنرالاته في 30 مارس 1941، وصف هتلر حربه المتوخاة ضد الاتحاد السوفيتي. وصف الجنرال فرانز هالدر، رئيس أركان الجيش، الخطاب:
 على الرغم من أن الجنرال هالدر لم يسجل أي ذكر لليهود، جادل المؤرخ الألماني أندرياس هيلجروبير أنه بسبب التصريحات المعاصرة المتكررة لهتلر حول حرب الإبادة القادمة ضد " اليهودية البلشفية "، كان جنرالاته يفهمون دعوة هتلر لتدمير الاتحاد السوفيتي كانت تشمل دعوة لتدمير السكان اليهود. غالبًا ما تم وصف الإبادة الجماعية باستخدام العبارات الملطفة مثل «المهام الخاصة» و «الإجراءات التنفيذية»؛ كثيرا ما يوصف ضحايا أينزاتسغروبن بأنهم أطلقوا النار أثناء محاولتهم الفرار. في مايو 1941، أمر هيدريش شفهيًا بقتل اليهود السوفييت في مدرسة سيبو لضباط الصف في بريتزش، حيث تم تدريب قادة أينزاتسغروبن المعاد تنظيمهم على عملية بارباروسا.
في اجتماعات أخرى عقدت في يونيو 194، حدد هيملر لكبار قادة القوات الخاصة نية النظام لتقليل عدد سكان الاتحاد السوفياتي بمقدار 30 مليون شخص، ليس فقط من خلال القتل المباشر لمن يعتبرون بشرا أدنى، ولكن من خلال حرمان ما تبقى منهم من الطعام وضروريات الحياة الأخرى.

### بدأ التنظيم في عام 1941
من أجل عملية بربروسا، تم إنشاء أربعة أينزاتسغروبن في البداية، يبلغ عدد كل منها 500-990 رجلًا لتشكل قوة إجمالية تبلغ 3000. تم ربط أينزاتسغروبن إيه وبي وسي بمجموعات الجيش في الشمال والوسط والجنوب؛ تم تعيين أينزاتسغروبن دي للجيش الحادي عشر. عملت أينزاتسغروبن للأغراض الخاصة في شرق بولندا بدءًا من يوليو 1941. كانت أينزاتسغروبن تحت سيطرة مكتب الأمن الرئيسي للرايخ، برئاسة هايدريش وبعد ذلك من قبل خليفته، غس إس- أوبر غروبن فوهرر إرنست كالتينبرونر. أعطاهم هيدريش تفويضًا لتأمين مكاتب وأوراق الدولة السوفيتية والحزب الشيوعي.  لتصفية جميع الكوادر العليا للدولة السوفياتية؛ والتحريض على المذابح ضد السكان اليهود وتشجيعها. تم تجنيد الرجال من وحدات القتل المتنقلة من الشرطة الأمنية، الغيستابو، إدارة التحقيقات الجنائية (كريبو)، اوربو، وفافن إس إس. كل أينزاتسغروبن تتبع السيطرة التشغيلية للقائد الأعلى لقوات الأمن والشرطة في منطقة عملياتها. في مايو 1941، اتفق الجنرال فاجنر وإس إس- بريغيجاديه فوهرر والتر شلينبرج على أن أينزاتسغروبن في مناطق الخطوط الأمامية ستعمل تحت قيادة الجيش، بينما قدم الجيش إلى أينزاتسغروبن كل الدعم اللوجستي اللازم. بالنظر إلى مهمتهم الرئيسية وهي هزيمة العدو، ترك الجيش تهدئة السكان المدنيين إلى أينزاتسغروبن، الذين قدموا الدعم وكذلك منع التخريب. هذا لم يمنع مشاركتهم في أعمال العنف ضد المدنيين، حيث ساعد العديد من أعضاء الفيرماخت أينزاتسغروبن في جمع وقتل اليهود من تلقاء أنفسهم.

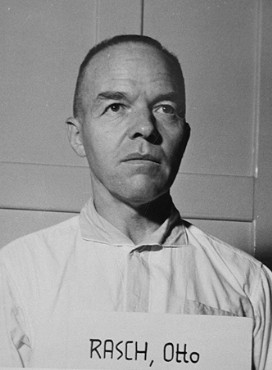
تم تصوير أوتو راش من قبل قوات الحلفاء في محاكمات نورمبرغ، حوالي عام 1948

تصرف هايدريش بناءا على اوامر من هيملر. تحت قيادة ضباط الشرطة الأمنية والغيستابو وكريبو ضمت أينزاتسغروبن مجندين من أوربو، دائرة الأمن وفافن إس إس، بالإضافة إلى متطوعين يرتدون الزي الرسمي من قوة الشرطة المساعدة المحلية. تم استكمال كل أينزاتسغروبن بكتيبة فافن إس إس وكتائب شرطة النظام بالإضافة إلى أفراد الدعم مثل السائقين ومشغلي الراديو. في المتوسط، كانت تشكيلات الشرطة النظامية أكبر وأفضل تسليحًا، مزودة بمفارز رشاشة ثقيلة، مما مكنها من تنفيذ عمليات تفوق قدرة قوات الأمن الخاصة. اتبعت كل فرقة موت مجموعة عسكرية معينة أثناء تقدمهم في الاتحاد السوفيتي.  خلال عملياتهم، تلقى قادة أينزاتسغروبن المساعدة من الفيرماخت. تراوحت الأنشطة بين قتل مجموعات مستهدفة من الأفراد المدرجة أسماؤهم في قوائم معدة بعناية، إلى عمليات مشتركة على مستوى المدينة مع إس إس أينزاتسغروبن التي استمرت لمدة يومين أو أكثر، مثل المذابح في بابي يار، التي ارتكبتها كتيبة الشرطة 45، وفي رومبولا، بواسطة الكتيبة 22، معززة بالشرطة المحلية فرق الحراسة (الشرطة المساعدة). كانت كتائب القوات الخاصة، كما كتب المؤرخ كريستوفر براوننج، «هي فقط الحافة الرفيعة للوحدات الألمانية التي أصبحت متورطة في القتل الجماعي السياسي والعرقي».
تلقى العديد من قادة أينزاتسغروبن تعليمًا عاليًا؛ على سبيل المثال، حصل تسعة من سبعة عشر قائدا ل أينزاتسغروبن إيه على درجة الدكتوراه. ثلاثة من قادة أينزاتسغروبن كانوا من أصحاب درجة الدكتوراه، واحد منهم (أوتو راش) حاصل على دكتوراه مزدوجة.

## عمليات القتل في الاتحاد السوفيتي
بعد غزو الاتحاد السوفيتي في 22 يونيو 1941، كانت المهمة الرئيسية أينزاتسغروبن هي قتل المدنيين، كما هو الحال في بولندا، ولكن هذه المرة تضمنت أهدافها على وجه التحديد مفوضي الحزب الشيوعي السوفييتي واليهود.  وفي رسالة مؤرخة 2 يوليو 1941 أبلغ هيدريش قادة الشرطة التابعين له وحدات القتل المتنقلة كانت لتنفيذ عمليات القتل بحق جميع الرتب العليا والمتوسطة لاعضاء الكومنترن؛ جميع الأعضاء البارزين والمتوسطين في اللجان المركزية والإقليمية والمحلية للحزب الشيوعي؛ أعضاء الحزب الشيوعي المتطرف والراديكالي؛ مفوضيات الشعب؛ واليهود في المناصب الحزبية والحكومية. تم إعطاء تعليمات مفتوحة لتنفيذ هذه التعليمات بحق «عناصر متطرفة أخرى (المخربين، والدعاة، والقناصين، والقتلة، والمحرضين، وما إلى ذلك).» وأمر بأن أي مذابح يبدأها سكان الأراضي المحتلة بشكل تلقائي يجب تشجيعها بهدوء. 
في 8 يوليو أعلن هيدريش أنه سيتم اعتبار جميع اليهود من البارتزيان، وأصدر الأمر بإطلاق النار على جميع اليهود الذكور الذين تتراوح أعمارهم بين 15 و45 عامًا. في 17 يوليو أمر هيدريش بأن تقتل أينزاتسغروبن جميع أسرى الحرب من الجيش الأحمر اليهودي، بالإضافة إلى جميع أسرى الحرب في الجيش الأحمر من جورجيا وآسيا الوسطى، لأنهم قد يكونون أيضًا يهودًا. عكس ألمانيا، حيث عرفت قوانين نورمبرج لعام 1935 على أنه أي شخص يهودي لديه ثلاثة أجداد يهود على الأقل، عرف أينزاتسغروبن بأنه أي شخص يهودي لديه جد يهودي واحد على الأقل؛ في كلتا الحالتين، لا يهم ما إذا كان الشخص الذي يمارس الدين أم لا. كما تم تكليف الوحدة بإبادة شعب الروما (الغجر) والمرضى العقليين. كان من الشائع أن تقوم أينزاتسغروبن بإطلاق النار على الرهائن.

### بابي يار
وقع أكبر إطلاق نار جماعي من قبل أينزاتسغروبن يومي 29 و30 سبتمبر 1941 في بابي يار، واد شمال غرب كييف، وهي مدينة في أوكرانيا سقطت على يد الألمان في 19 سبتمبر. وتضمن مرتكبي المذبحة سريتين من فافن إس إس الحقت بأينزاتسغروبن سي تحت قيادة راش، وأعضاء زوندركوماندوس تحت إمرة إس إس-أوبر غروبن فوهرر فريدريتش جيكيلن، وبعض أفراد الشرطة المساعدة الأوكرانية. قيل ليهود كييف أن يحضروا إلى زاوية شارع معينة في 29 سبتمبر. سيتم إطلاق النار على أي شخص عصى الأوامر. وبما أن كلمة مذابح في مناطق أخرى لم تصل بعد إلى كييف وأن نقطة التجمع كانت بالقرب من محطة القطار، فقد افترضوا أنه تم ترحيلهم. ظهر الناس عند نقطة الالتقاء بأعداد كبيرة، محملين بالممتلكات والطعام للرحلة.

## عمليات القتل في دول البلطيق
عملت أينزاتسغروبن إيه في دول البلطيق التي كانت تحت الاحتلال السوفياتي سابقًا وهي إستونيا ولاتفيا وليتوانيا. وفقًا لتقاريرها الخاصة إلى هيملر قتلت أينزاتسغروبن إيه ما يقرب من 140,000 شخص في الأشهر الخمسة التالية للغزو: 136,421 يهوديًا و1064 شيوعيًا و653 شخصًا يعانون من أمراض عقلية و56 من البارتزيان و44 بولنديًا وخمسة من الغجر وأرميني تم الإبلاغ عن مقتلهم بين 22 يونيو و25 نوفمبر 1941.
عند دخول كاوناس، ليتوانيا، في 25 يونيو 1941، أطلقت أينزاتسغروبن المجرمين من السجن المحلي وشجعهم على المشاركة إلى المذابح التي كانت جارية. بين 23-27 يونيو 1941، قُتل 4000 يهودي في شوارع كاوناس وفي الحفر والخنادق المفتوحة القريبة. ناشطًا بشكل خاص في مذبحة كاوناس ما يسمى «تاجر الموت في كاوناس».

### رومبولا
في نوفمبر 1941، كان هيملر غير راضٍ عن وتيرة الإبادة في لاتفيا، حيث كان ينوي نقل اليهود من ألمانيا إلى المنطقة. كلف إس إس -أوبر غروبن فوهرر جيكلين، واحدة من مرتكبي مجزرة بابي يار، لتصفية جيتو ريغا. اختار جيكلين موقعًا على بعد 10 كيلومتر (6.2 ميل) جنوب شرق ريغا بالقرب من محطة سكك حديد رومبولا، وكان هناك 300 أسير حرب روسي يعدون الموقع بحفر مقابر لدفن الضحايا. نظم جيكلن حوالي 1700 رجل، بما في ذلك 300 عضو من أريس كوماندو، و50 من رجال شرطة النظام الألمانية، و 50 من الحرس اللاتفي، معظمهم شاركوا بالفعل في عمليات القتل الجماعي للمدنيين. تم استكمال هذه القوات من قبل اللاتفيين، بما في ذلك أفراد شرطة مدينة ريغا، وكتائب الشرطة، وحراس الحي اليهودي.
على الرغم من أن رومبولا كان على خط السكة الحديد، قرر جيكلين أن الضحايا يجب أن يسافروا سيرًا على الأقدام من ريغا إلى أرض إعدامهم. تم ترتيب الشاحنات والحافلات لنقل الأطفال والمسنين. قيل للضحايا إنهم نُقلوا، ونُصحوا بإحضار ما يصل إلى 20 كيلوغرام (44 رطل) من الممتلكات. في اليوم الأول من عمليات الإعدام، 30 نوفمبر 1941، بدأ الجناة في إثارة الضحايا وتجميعهم في الساعة 4:00. صباحا. تم نقل الضحايا في أعمدة من ألف شخص نحو ساحة الإعدام. أثناء سيرهم، صعد بعض رجال قوات الأمن الخاصة إلى أسفل الخط، وأطلقوا النار على الأشخاص الذين لم يتمكنوا من مواكبة الوتيرة أو الذين حاولوا الفرار أو الراحة. 
عندما اقتربت الأعمدة من موقع الإعدام، تم دفع الضحايا حوالي 270 متر (300 يارد) من الطريق إلى الغابة، حيث تم الاستيلاء على أي ممتلكات لم يتم التخلي عنها بعد. هنا تم تقسيم الضحايا إلى مجموعات من خمسين وأخذوا إلى عمق أكثر في الغابة، بالقرب من الحفر، حيث أمروا بخلع ملابسهم. تم دفع الضحايا إلى الخنادق المعدة مسبقا، واضطروا إلى الاستلقاء فيها، وأطلقوا النار عليهم في الرأس أو مؤخرة الرقبة من قبل أعضاء الحرس الشخصي لجيكلين. قُتل حوالي 13000 يهودي من ريغا في الحفر في ذلك اليوم، إلى جانب ألف يهودي من برلين الذين وصلوا للتو بالقطار. في اليوم الثاني من العملية، 8 ديسمبر 1941، قُتل 10000 يهودي المتبقية في ريغا بنفس الطريقة. قُتل حوالي ألف شخص في شوارع المدينة أو في طريقهم إلى الموقع، ليصل إجمالي الوفيات في الإبادة التي استمرت يومين إلى 25000 شخص. من جانبه في تنظيم المجزرة، تمت ترقية جيكلين.

## الموجة الثانية
لم تتبع أينزاتسغروبن بي، سي، دي مباشرة على سبيل المثال نهج أينزاتسغروبن إيه في عمليات القتل المنهجي لجميع اليهود في مناطقهم. كان قادة أينزاتسغروبن، باستثناء ستاهليكرأينزاتسغروبن إيه، يعتقدون بحلول خريف عام 1941 أنه من المستحيل قتل جميع السكان اليهود في الاتحاد السوفياتي في عملية واحدة، ويعتقدون أن عمليات القتل يجب أن تتوقف. أفاد تقرير لأينزاتسغروبن بتاريخ 17 سبتمبر أن الألمان سيكونون في وضع أفضل باستخدام أي يهودي ماهر كعمال بدلاً من إطلاق النار عليهم. أيضًا، أدى سوء الأحوال الجوية ونقص وسائل المواصلات في بعض المناطق إلى تباطؤ عمليات ترحيل اليهود من مناطق أبعد إلى الغرب. وهكذا، مرت فاصل زمني بين الجولة الأولى من مذابح أينزاتسغروبن في الصيف والخريف، وما أسماه المؤرخ الأمريكي راؤول هيلبرج بالكنيسة الثانية، التي بدأت في ديسمبر 1941 واستمرت في صيف عام 1942. خلال الفترة أجبر اليهود الناجين على العيش في الأحياء اليهودية.
قامت أينزاتسغروبن إيه بقتل جميع اليهود تقريبًا في منطقتهم، لذلك حولت عملياتها إلى بيلاروسيا لمساعدة أينزاتسغروبن بي. في دنيبروبيتروفسك في فبراير 1942 قامت أينزاتسغروبن دي بتخفيض عدد السكان اليهود في المدينة من 30,000 إلى 702 على مدار أربعة أيام. قدمت شرطة النظام الألمانية والمتعاونون المحليون القوى العاملة الإضافية اللازمة لتنفيذ جميع عمليات إطلاق النار. كتب هابرر أنه، كما هو الحال في دول البلطيق، لم يكن بإمكان الألمان قتل الكثير من اليهود بسرعة دون مساعدة محلية. ويشير إلى أن نسبة شرطة النظام إلى الشرطة المساعدة (شرطة محلية ليست من الالمان) كانت من 1 إلى 10 في كل من أوكرانيا وبيلاروسيا. في المناطق الريفية كانت النسبة من 1 إلى 20. وهذا يعني أن معظم اليهود الأوكرانيين والبيلاروسيين قتلوا على يد زملائهم الأوكرانيين والبيلاروسيين بقيادة ضباط ألمان بدلاً من الألمان أنفسهم.
واجهت الموجة الثانية من الإبادة في الاتحاد السوفييتي مقاومة مسلحة في بعض المناطق، على الرغم من أن فرصة النجاح كانت ضعيفة. كانت الأسلحة عادة بدائية أو محلية الصنع. كانت الاتصالات مستحيلة بين الأحياء اليهودية بين المدن المختلفة، لذلك لم يكن هناك طريقة لخلق إستراتيجية موحدة. قلة في قيادة الحي اليهودي دعمت المقاومة خوفًا من الانتقام من سكان الحي. في بعض الأحيان تمت محاولة الانفصال الجماعي، على الرغم من أن البقاء في الغابة كان مستحيلًا تقريبًا بسبب نقص الطعام وحقيقة أن الفارين غالبًا ما يتم تعقبهم وقتلهم. 

## الانتقال للقتل بالغاز

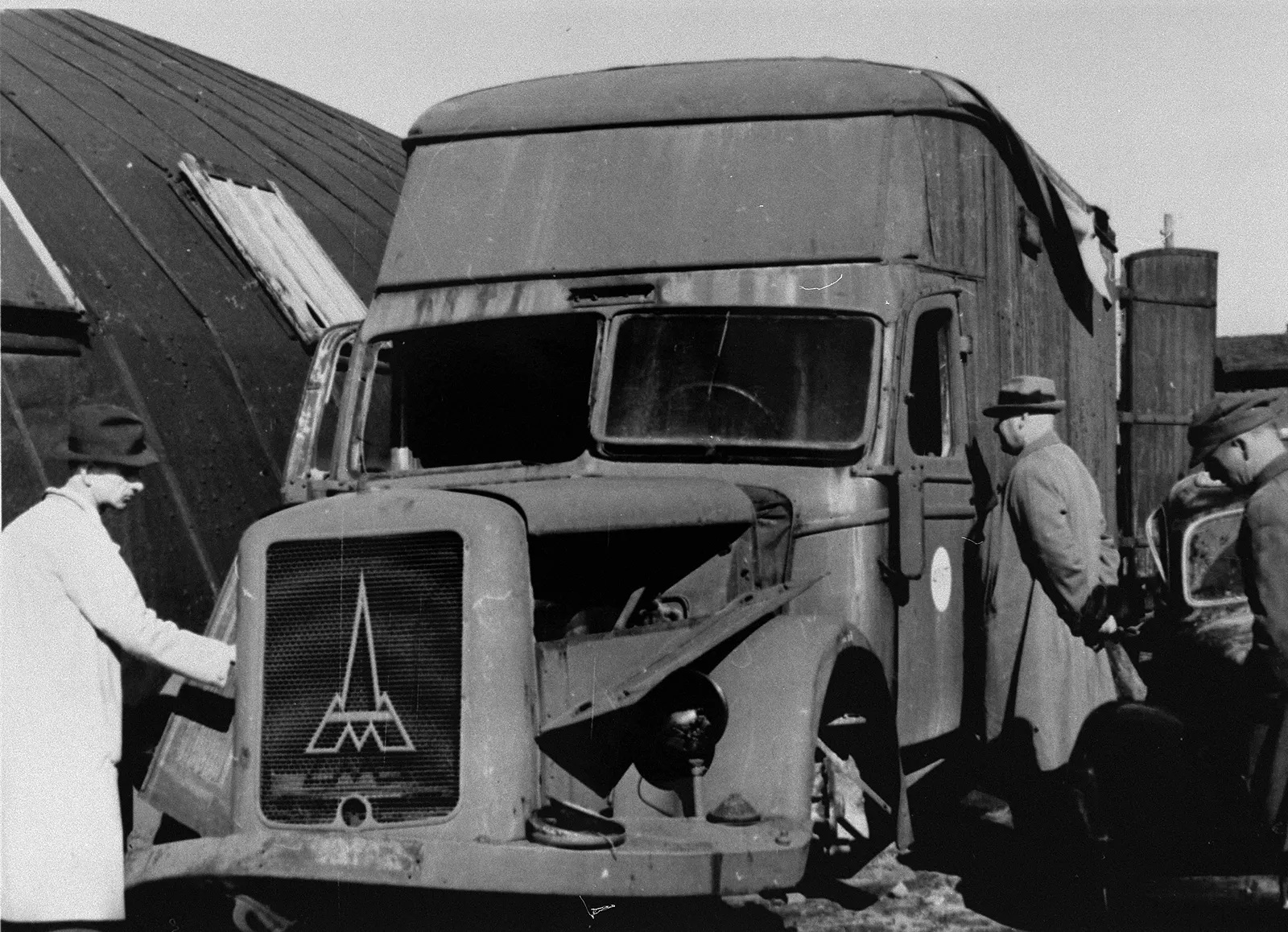
تم العثور على حافلة ماجيروس-ديوتز بالقرب من معسكر الإبادة خيلمنو وهو نفس النوع المستخدم في شاحنات الغاز.

بعد فترة، وجد هيملر أن طرق القتل التي استخدمتها أينزاتسغروبن كانت غير فعالة: كانت باهظة الثمن، ومثيرة للإحباط للقوات، وأحيانًا لم تقتل الضحايا بسرعة كافية. وجد العديد من القوات أن المجازر صعبة إن لم يكن من المستحيل القيام بها. عانى بعض الجناة من مشاكل في الصحة البدنية والعقلية، وتحول الكثير منهم إلى الشرب. قدر الإمكان، قام قادة أينزاتسغروبن بعسكرة الإبادة الجماعية. يشير المؤرخ كريستيان انغراو إلى أنه جرت محاولة لجعل إطلاق النار فعلًا جماعيًا دون مسؤولية فردية. لم يكن تأطير عمليات إطلاق النار بهذه الطريقة كافياً من الناحية النفسية ليشعر كل مرتكبي الجريمة بالذنب. يشير براوننج إلى ثلاث فئات من الجناة المحتملين: أولئك الذين كانوا حريصين على المشاركة منذ البداية مباشرة، والذين شاركوا على الرغم من المخاوف الأخلاقية لأنهم أمروا بذلك، وأقلية كبيرة رفضت المشاركة. أصبح عدد قليل من الرجال بشكل عشوائي وحشيًا للغاية في أساليب القتل الخاصة بهم وحماستهم لهذه المهمة. قائد أينزاتسغروبن دي، إس إس- جروبنفهر أوتو أولندورف، أشار بشكل خاص إلى هذا الميل نحو الإفراط، وأمر بأن أي رجل كان حريصًا جدًا على المشاركة أو وحشيًا جدًا يجب ألا يقوم بأي عمليات إعدام أخرى.
خلال زيارته إلى مينسك في أغسطس 1941، شهد هيملر عملية إعدام جماعي لأينزاتسغروبن وخلص إلى أن إطلاق النار على اليهود كان مرهقًا للغاية بالنسبة لرجاله.  وبحلول نوفمبر / تشرين الثاني، قام بترتيبات لأي رجال من قوات الأمن الخاصة يعانون من اعتلال صحية من المشاركة في عمليات الإعدام لتوفير الراحة والرعاية الصحية العقلية.  كما قرر إجراء عملية انتقال إلى الضحايا بالغاز، خاصة النساء والأطفال، وأمر بتجنيد مساعدين محليين مستهلكين يمكنهم المساعدة في جرائم القتل.   عربات الغاز، التي تم استخدامها سابقًا لقتل المرضى العقليين، لتدخل الخدمة من قبل جميع فروع أينزاتسغروبن الأربعة الرئيسية من عام 1942.  ومع ذلك، لم تكن عربات الغاز شائعة لدى اينساتسكوماندو، لأن عملية نقل جثث القتلى من الشاحنة ودفنها محنة مروعة. غالبًا ما تم تكليف السجناء أو المساعدين للقيام بهذه المهمة من أجل تجنيب رجال قوات الأمن الخاصة الصدمة.  استخدمت بعض عمليات القتل الجماعي المبكرة في معسكرات الإبادة أبخرة أول أكسيد الكربون التي تنتجها محركات الديزل، على غرار الطريقة المستخدمة في عربات الغاز، ولكن في وقت مبكر من سبتمبر 1941 بدأت التجارب في أوشفيتز باستخدام زيكلون ب.

## خطط للشرق الأوسط وبريطانيا
وفقًا لبحث أجراه المؤرخان الألمانان كلاوس مايكل مالمان ومارتن كوبرز، تم إنشاء أينزاتسغروبن في عام 1942 لقتل نصف مليون يهودي يعيشون في فلسطين تحت الانتداب البريطاني و50،000 يهودي في مصر. أينزاتسغروبن مصر التي كانت مستعدة في أثينا للذهاب إلى فلسطين بمجرد وصول القوات الألمانية هناك.  إس إس- كان على أوبرستورمبانفورر والتر راوف أن يقود الوحدة.  نظرًا لصغر طاقمها المكون من 24 رجلاً فقط ، كانت أينزاتسغروبن مصر بحاجة إلى مساعدة من السكان المحليين ومن الفيلق الأفريقي لاستكمال مهمتهم. خطط أعضاؤها لتجنيد المتعاونين من السكان المحليين لأداء عمليات القتل تحت القيادة الألمانية.  لعب رئيس الوزراء العراقي السابق رشيد علي الكيلاني ومفتي القدس الحاج أمين الحسيني أدوارًا، وانخرطوا في الدعاية الإذاعية اللا سامية، واستعدوا لتجنيد المتطوعين، وجمع كتيبة عربية ألمانية تتبع أيضًا لأينزاتسغروبن مصر إلى الشرق الأوسط.  في 20 يوليو 1942، تم إرسال والثر راوف، المسؤول عن الوحدة، إلى طبرق لتقديم تقرير إلى المشير إروين روميل، قائد الفيلق الإفريقي. ومع ذلك، منذ أن كان روميل على بعد 500 كيلومتر في معركة العلمين الأولى، من غير المحتمل أن يتمكن الاثنان من الاجتماع.  تم وضع خطط أينزاتسغروبن مصر جانباً بعد انتصار الحلفاء في معركة العلمين الثانية.  يرى المؤرخ جان كريستوف كارون أنه لا يوجد دليل على علم روميل أو دعم مهمة راوف. 
إذا تم إطلاق أسد البحر، فقد تم إطلاق الخطة الألمانية لغزو المملكة المتحدة، كان من المقرر أن تتبع ستة أينزاتسغروبن قوة الغزو إلى بريطانيا. تم تزويدهم بقائمة تسمى Die Sonderfahndungsliste ،GB («قائمة البحث الخاصة، GB»)، والمعروفة باسم الكتاب الأسود بعد الحرب، من 2300 شخص يحتجزهم الغيستابو على الفور. تضمنت القائمة تشرشل، وأعضاء مجلس الوزراء، وصحفيين ومؤلفين بارزين، وأعضاء الحكومة التشيكوسلوفاكية في المنفى. 

## تقرير ياغر

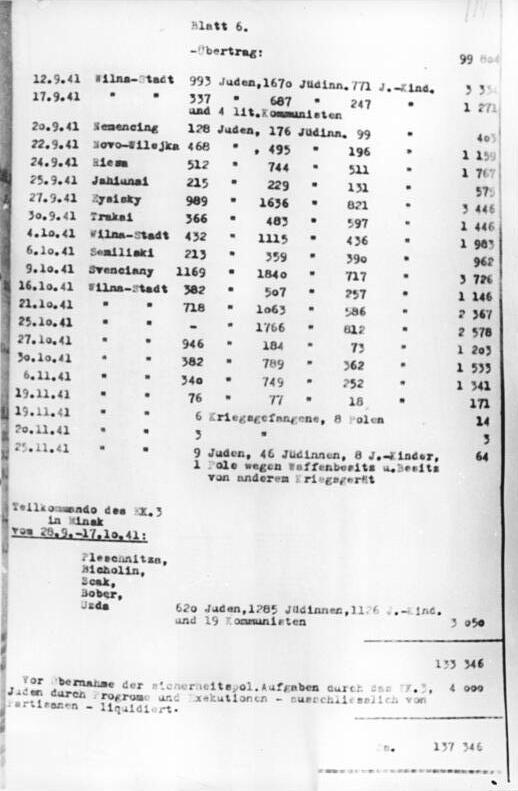
تظهر الصفحة 6 من تقرير ياجر عدد الأشخاص الذين قتلوا على يد اينساتسكوماندو III وحدها في فترة الخمسة أشهر التي يغطيها التقرير على أنهم 137,346.

احتفظت أينزاتسغروبن بالسجلات الرسمية للعديد من مذابحهم وقدمت تقارير مفصلة لرؤسائهم. تقرير ياجر، الذي قدمه القائد إس إس -شتاندارتن فوهرر كارل ياجر في 1 ديسمبر 1941 إلى رئيسه، Stahlecker (رئيس أينزاتسغروبن إيه)، يغطي أنشطة اينساتسكوماندو III في ليتوانيا خلال فترة الخمسة أشهر من 2 يوليو 1941 إلى 25 نوفمبر 1941. 
يوفر تقرير ياجر إجماليًا شبه يوميً لتصفية 137,346 شخصًا، الغالبية العظمى منهم من اليهود.  يوثق التقرير التاريخ والمكان الدقيق للمذابح، وعدد الضحايا، وتفصيلها إلى فئات (اليهود والشيوعيون والمجرمون، وما إلى ذلك).  تم إطلاق النار على النساء منذ البداية، ولكن في البداية بأعداد أقل من الرجال.  تم تضمين الأطفال لأول مرة في العدد الذي بدأ في منتصف أغسطس، عندما قتل 3207 شخصًا في روكيسكيس في 15-16 أغسطس 1941.  في الغالب لا يقدم التقرير أي مبرر عسكري لعمليات القتل؛ قتل الناس فقط لأنهم كانوا يهود.  في المجموع، يسرد التقرير أكثر من 100 عملية إعدام في 71 موقعًا مختلفًا. كتب ياجر: «يمكنني القول اليوم أن هدف حل المشكلة اليهودية في ليتوانيا قد تم تحقيقه بواسطة اينساتسكوماندو 3. لم يعد هناك يهود في ليتوانيا، باستثناء اليهود العاملين وعائلاتهم».  في ملحق فبراير 1942 للتقرير، زاد ياجر إجمالي عدد الضحايا إلى 138272، مما أدى إلى 48252 رجلاً و55556 امرأة و34464 طفلًا. كان عدد الضحايا من غير اليهود هو 1,851 فقط. 
نجا ياجر من القبض عليه من قبل الحلفاء عندما انتهت الحرب. عاش في هايدلبرغ باسمه حتى تم الكشف عن تقريره في مارس 1959.  تم القبض عليه واتهامه، وانتحر ياجر في 22 يونيو 1959 في سجن هوهناسبيرج أثناء انتظار محاكمته عن جرائمه. 

## اشتراك الفيرماخت
وقعت عمليات القتل بمعرفة ودعم من الجيش الألماني في الشرق.  كما أمر هتلر، تعاون الفيرماخت مع أينزاتسغروبن، حيث قدموا الدعم اللوجستي لعملياتهم، وشاركوا في عمليات القتل الجماعي.  في 10 أكتوبر 1941 قام المشير فالتر فون ريتشيناو بصياغة أمر لقراءته للجيش الألماني السادس على الجبهة الشرقية. يُعرف الآن باسم أمر الخطورة.

## محاكمة أينزاتسغروبن
بعد انتهاء الحرب العالمية الثانية، حوكم 24 من كبار قادة أينزاتسغروبن في محاكمات أينزاتسغروبن في 1947-1948، وهي جزء من محاكمات نورمبرغ اللاحقة التي عقدت تحت السلطة العسكرية للولايات المتحدة. واتُهم الرجال بارتكاب جرائم ضد الإنسانية وجرائم حرب والانتماء إلى قوات الأمن الخاصة (التي أُعلنت منظمة إجرامية). وكان من بين الأحكام أربعة عشر حكماً بالإعدام وحكمتان بالسجن المؤبد. نُفذت أربع عمليات إعدام فقط في 7 يونيو 1951؛ تم تخفيض الباقي إلى أحكام أقل. وفي وقت لاحق، تمت محاكمة أربعة قادة إضافيين من أينزاتسغروبن وإعدامهم من قبل دول أخرى. 

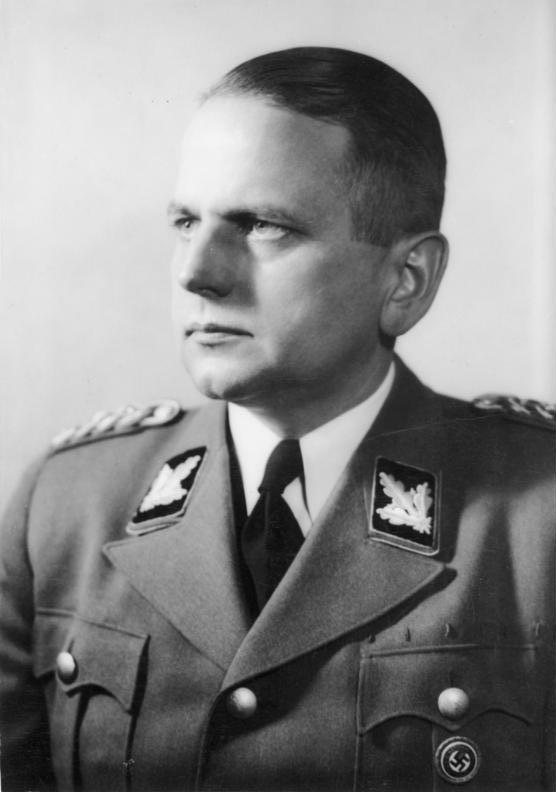
أوتو أوليندورف، 1943

ادعى العديد من قادة أينزاتسغروبن، بما في ذلك أوليندورف، في المحاكمة أنهم تلقوا أمرًا قبل عملية بارباروسا يتطلب منهم قتل جميع اليهود السوفييت.  حتى الآن لم يتم العثور على أي دليل على أنه تم إصدار مثل هذا الأمر على الإطلاق.  لاحظ المحقق الألماني ألفريد Streim أنه لو أعطيت مثل هذا الأمر، والمحاكم بعد الحرب كان يمكن أن يكون فقط قادرة على إدانة قادة وحدات القتل المتنقلة كشركاء في القتل الجماعي. ومع ذلك، إذا كان من الممكن إثبات أن أينزاتسغروبن قد ارتكب جريمة قتل جماعي دون أوامر، لكان من الممكن إدانتهم كمرتكبين لعمليات القتل الجماعي، وبالتالي يمكن أن يكونوا قد حصلوا على عقوبات أشد، بما في ذلك عقوبة الإعدام. 

### اقتباسات
1. 1 2  Edeiken 2000.
2. 1 2 3  Streim 1989.
3. 1 2 3 4 5 6 7 8 9 10 11  Longerich 2012.
4. ↑  Nuremberg Trial, Vol. 20, Day 194.
5. 1 2 3 4 5 6 7 8 9 10 11 12 13 14 15 16 17 18 19 20  Longerich 2010.
6. 1 2 3 4 5 6 7 8  Rossino 2003.
7. 1 2 3 4 5 6  Evans 2008.
8. 1 2  Browning & Matthäus 2004.
9. 1 2 3 4  Weale 2012.
10. ↑  Gerwarth 2011.
11. 1 2 3 4 5 6 7 8  Hillgruber 1989.
12. ↑  Wette 2007.
13. ↑  Hillgruber 1989، صفحات 95–96.
14. 1 2 3 4 5 6 7 8 9 10 11 12 13 14 15 16 17 18 19 20 21 22 23  Rhodes 2002.
15. ↑  Thomas 1987.
16. 1 2 3 4  Rees 1997.
17. 1 2  Langerbein 2003.
18. 1 2 3 4  Browning 1998.
19. 1 2  Einsatzgruppen judgment.
20. ↑  Robertson.
21. 1 2 3 4 5  Hilberg 1985.
22. ↑  Headland 1992.
23. 1 2 3  Haberer 2001.
24. ↑  Marrus 2000.
25. ↑  Ingrao 2013.
26. 1 2 3 4 5  Mallmann, Cüppers & Smith 2010.
27. ↑  Krumenacker 2006.
28. ↑  Caron 2007.
29. ↑  Shirer 1960.
30. ↑  Rabitz 2011.